# Zee Punjabi

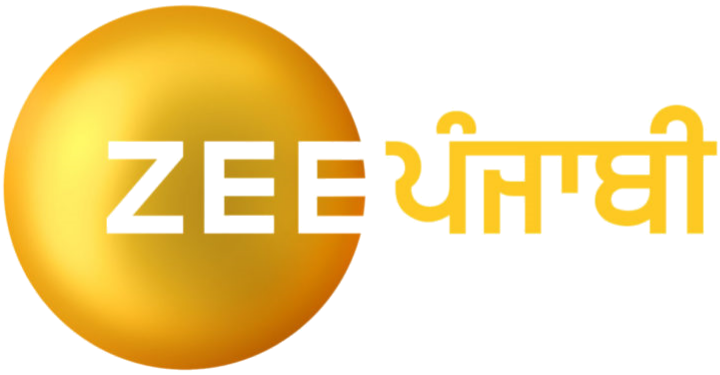
Logo del canal de televisión Zee Punjabi

Zee Punjabi es un canal de televisión indio de señal abierta y por satélite de Punyab, India. Este canal es parte de Zee Entertainment Enterprises. Es en idioma punyabí. Es el primer canal generalista de Punyab que se abre con cifras récord.

## Historia
El canal comenzó originalmente en 1999 como Alpha TV Punjabi. Después de muchos años de estar cerrado, este canal de televisión se relanzó el 13 de enero de 2020 con nuevos programas.

## Recepción
| Semana    | Año  | Audiencia BARC | Audiencia BARC | Ref.   |
| Semana    | Año  | Pun/Can        | Posición       | Ref.   |
| --------- | ---- | -------------- | -------------- | ------ |
| Semana 11 | 2020 | 50386          | 1              | [ 6 ]  |
| Semana 14 | 2022 | 222.19         | 1              | [ 7 ]  |
| Semana 39 | 2022 | 276.1          | 1              | [ 8 ]  |
| Semana 12 | 2023 | 213.59         | 1              | [ 9 ]  |
| Semana 35 | 2023 | 217.79         | 1              | [ 10 ] |
| Semana 39 | 2023 | 212.13         | 1              | [ 11 ] |
| Semana 41 | 2023 | 289.34         | 1              | [ 12 ] |
| Semana 47 | 2023 | 196.14         | 1              | [ 13 ] |
| Semana 48 | 2023 | 169.61         | 1              | [ 14 ] |

## Programación actual

### Dramas
| Fecha de estreno        | Serie                    | Adaptación de                                  |
| ----------------------- | ------------------------ | ---------------------------------------------- |
| 20 de noviembre de 2023 | Gall Mithi Mithi         | Serie de televisión en bengalí Mithai          |
| 9 de octubre de 2023    | Dilan De Rishte          |                                                |
| 5 de febrero de 2024    | Shivika                  | Serie de televisión en bengalí Gouri Elo       |
| 30 de agosto de 2021    | Geet Dholi               | Serie de televisión en bengalí Jamuna Dhaki    |
| 3 de enero de 2022      | Nayan - Jo Vekhe Unvekha | Serie de televisión en bengalí Trinayani       |
| 6 de junio de 2022      | Dheeyan Meriyaan         | Serie de televisión en télugu Radhamma Kuthuru |